# Serious Sam : Premier Contact
Pour les articles homonymes, voir SSHD.
Serious Sam : Premier Contact est un jeu vidéo de tir à la première personne sorti en 2001 sur PC. Le jeu a été développé par Croteam puis édité par Gathering of Developers. Il fait vivre les aventures de Sam Serious Stone contre Mental et ses armées de monstres.
Il s'agit du premier jeu de la série Serious Sam. Sa suite, Serious Sam : Second Contact, continue ses aventures. Un remake est sorti en 2009, appelé Serious Sam HD: The First Encounter, bénéficiant d'un nouveau moteur graphique.
En 2017, le jeu est adapté pour la réalité virtuelle sous le titre Serious Sam VR: The First Encounter et est rendu compatible avec l'Oculus Rift et le HTC Vive.

## Synopsis
Dans les temps anciens, les Terriens combattaient les Siriens. À l'aube du XXIe siècle, les archéologues ont découvert des traces de la civilisation sirienne en Égypte et ont découvert des artefacts siriens. Mais au XXIIe siècle, Mental, de la planète Sirius, qui a pour projet d'envahir l'univers tout entier, envahit la Terre. Mental avait déjà envahi une bonne partie de la galaxie avec son armée diabolique de monstres venant de différentes planètes. Les Terriens ne purent les empêcher d'envahir la planète, toute armée terrienne avait été décimée. Un humain cependant, résistait encore et toujours à l'envahisseur, la grande légende de la Terre, Sam "Serious" Stone alias Serious Sam. Les scientifiques ne virent qu'une façon de sauver la Terre, utiliser un artefact sirien qui permettait de voyager dans le temps : le "Verrou du temps". Ils décidèrent d'envoyer Sam dans l'artefact pour aller au temps des Siriens, la race de Mental, en Égypte, pour changer le cours du temps et éviter à l'Humanité, l'anéantissement total[réf. nécessaire].
Dans cet épisode dénommé Premier Contact, Sam cherche dans l'Égypte Antique (ancienne Égypte) un émetteur qui permet d'appeler le vaisseau spatial de Mental. Ainsi, Sam pourra rentrer dans le vaisseau, aller sur Sirius, trouver Mental et le tuer pour changer le cours du temps, faire en sorte que la Terre n'ait jamais été envahie[réf. nécessaire].

## Système de jeu

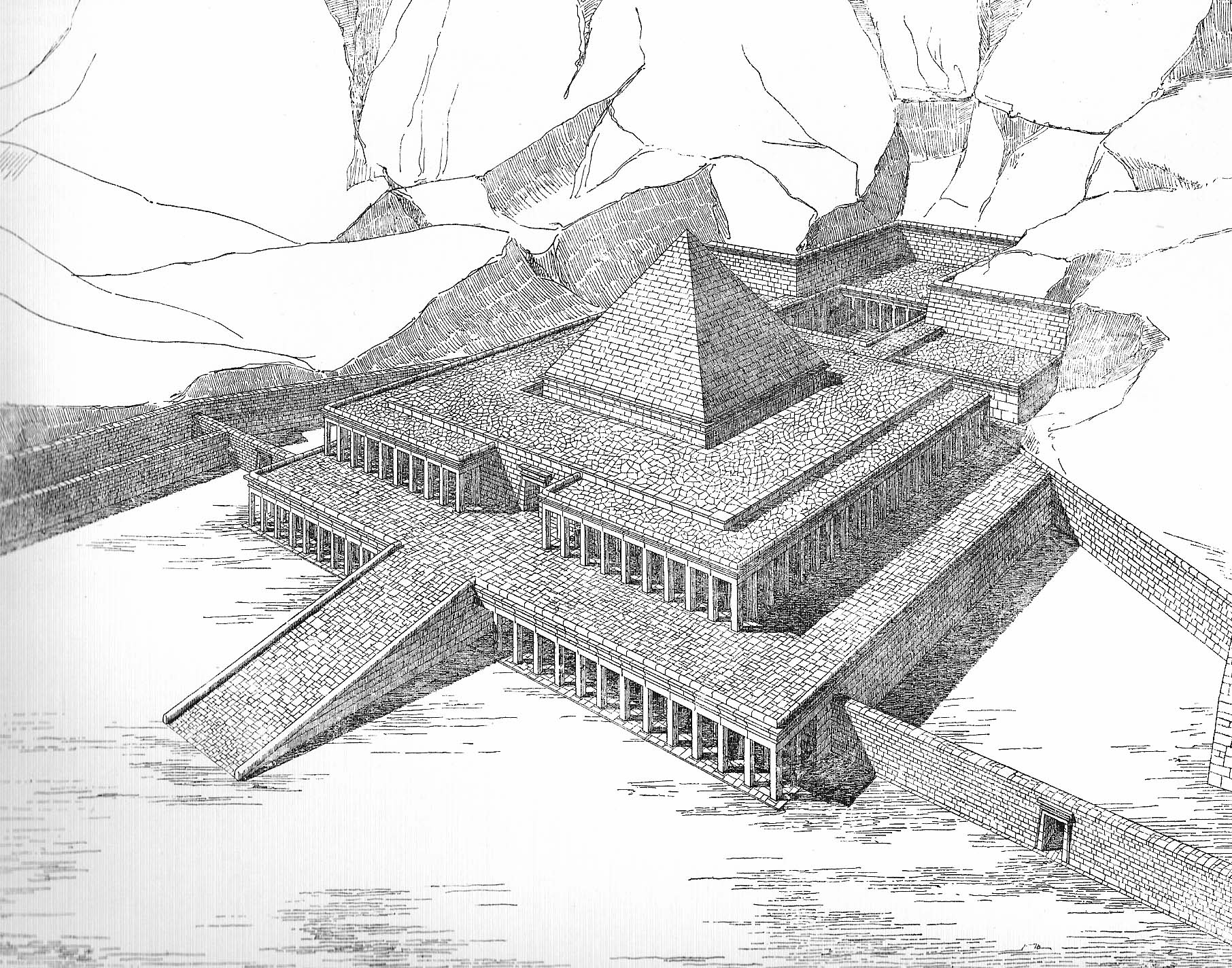
Deir el-Bahari

Le jeu reprend les principaux codes du jeu de tir à la première personne : une progression linéaire au cours de laquelle le joueur doit affronter des hordes d'ennemis en utilisant de nombreuses armes. Une intelligence artificielle implantée dans la tête de Sam, NETRICSA (NEuro-TRonically Implanted Combat Situation Analyser), prodigue des conseils au joueur et l'informe sur sa progression[réf. nécessaire].
À l'instar de Duke Nukem, Serious Sam sort des blagues mais moins graveleuses et à un rythme moins soutenu. Le nombre de monstres et l'ambiance de massacre général font aussi que le jeu ressemble à Doom. Quelques références à d'autres jeux de tir à la première personne sont disséminées dans le jeu, pour le connaisseur averti[réf. nécessaire].
En multijoueur, le jeu propose un mode deathmatch ainsi qu'un mode coopératif qui permet d'effectuer les missions du jeu à plusieurs joueurs (jusqu'à seize joueurs en LAN ou sur internet, et quatre joueurs sur un même ordinateur en écran splitté)[réf. nécessaire].
Le jeu se déroule en Égypte antique et fait visiter certains sites historiques tels que Deir el-Bahari, Louxor[réf. nécessaire].
La musique d'ambiance est du heavy metal joué par le groupe croate Undercode[réf. nécessaire].

## Développement
Le jeu utilise le moteur de jeu Serious Engine qui permet d'afficher une grande profondeur de vue et de nombreux ennemis sans ralentissement. Pour le rendu des textures du ciel, le moteur utilise Terragen[réf. nécessaire].

## Accueil
- Gamekult : 8/10[1] - 5/10 (HD)[2]
- Jeux vidéo Magazine : 14/20 (XB)[3]
- Jeuxvideo.com : 16/20[4] - 15/20 (HD)[5]

## Speed run
Serious Sam: Premier Contact a connu de nombreux speedruns successifs. Le record de temps actuel en Single Segment est détenu par Arran Kelf en 49 minutes et 15 secondes.

## Autres versions

### Version Xbox
La version Xbox, sortie en 2002 présente des différences notables avec le jeu original, par exemple : Sam a un look moins proche que Duke Nukem et des armes de la suite du jeu, Second Contact ont été intégrées à celle-ci[réf. nécessaire].

### Serious Sam HD: The First Encounter
Une version haute définition est sortie en 2009 sur Xbox 360 (XBLA) et PC en distribution numérique. Elle n'intègre pas le mode multijoueur. Elle a été éditée par Devolver Digital[réf. nécessaire].